# Filigrana di carta

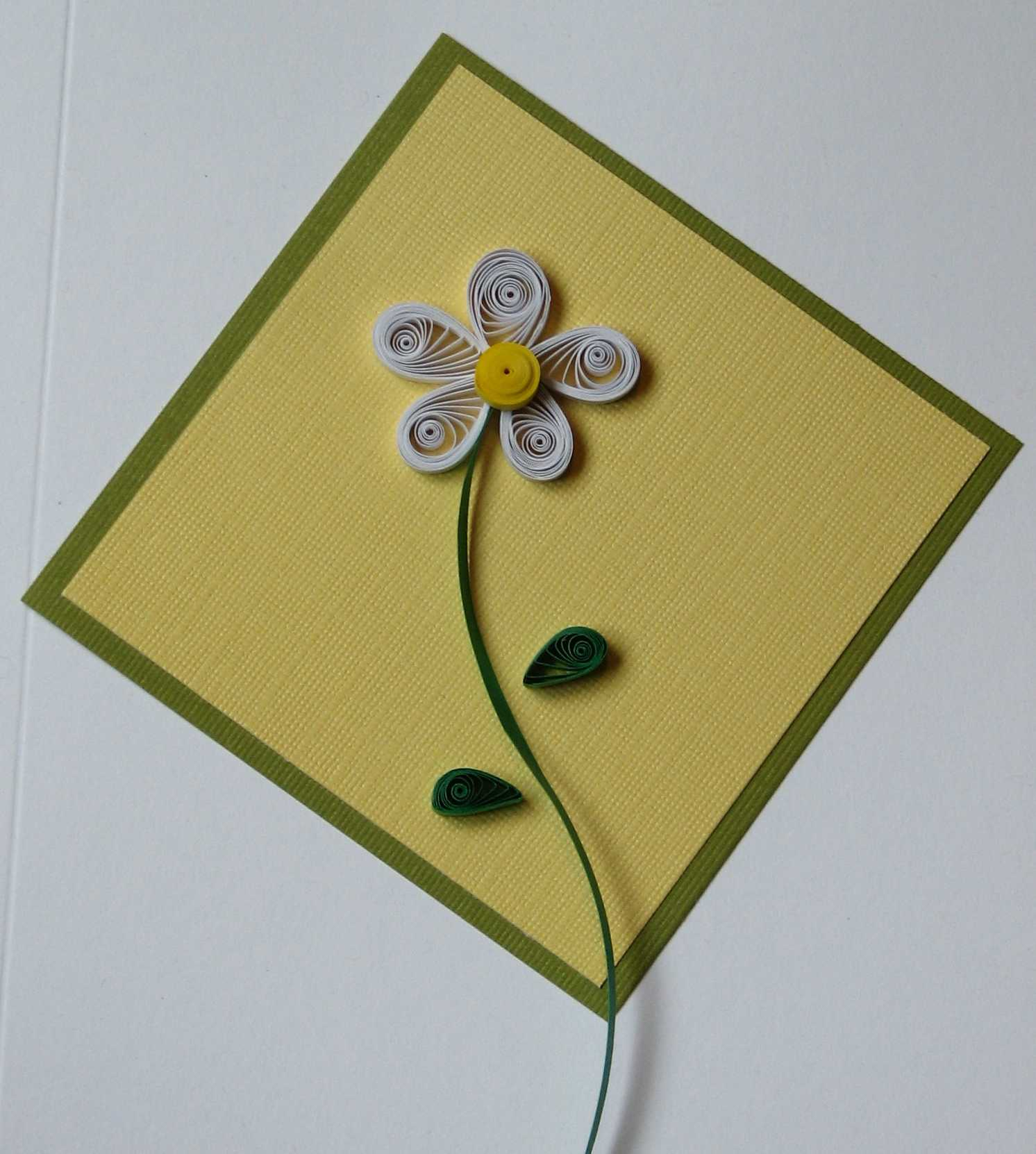
Margherita

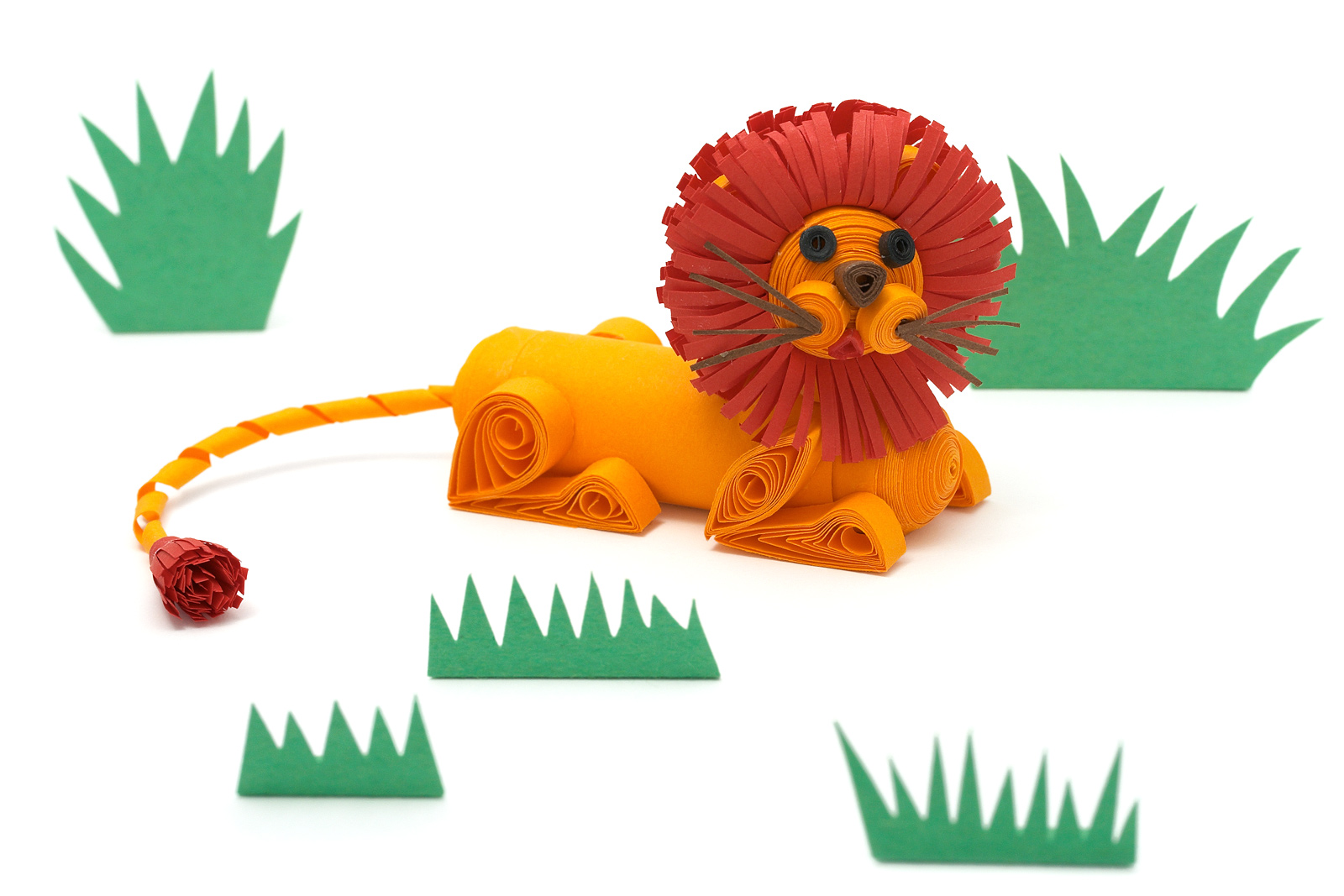
Leone in 3d

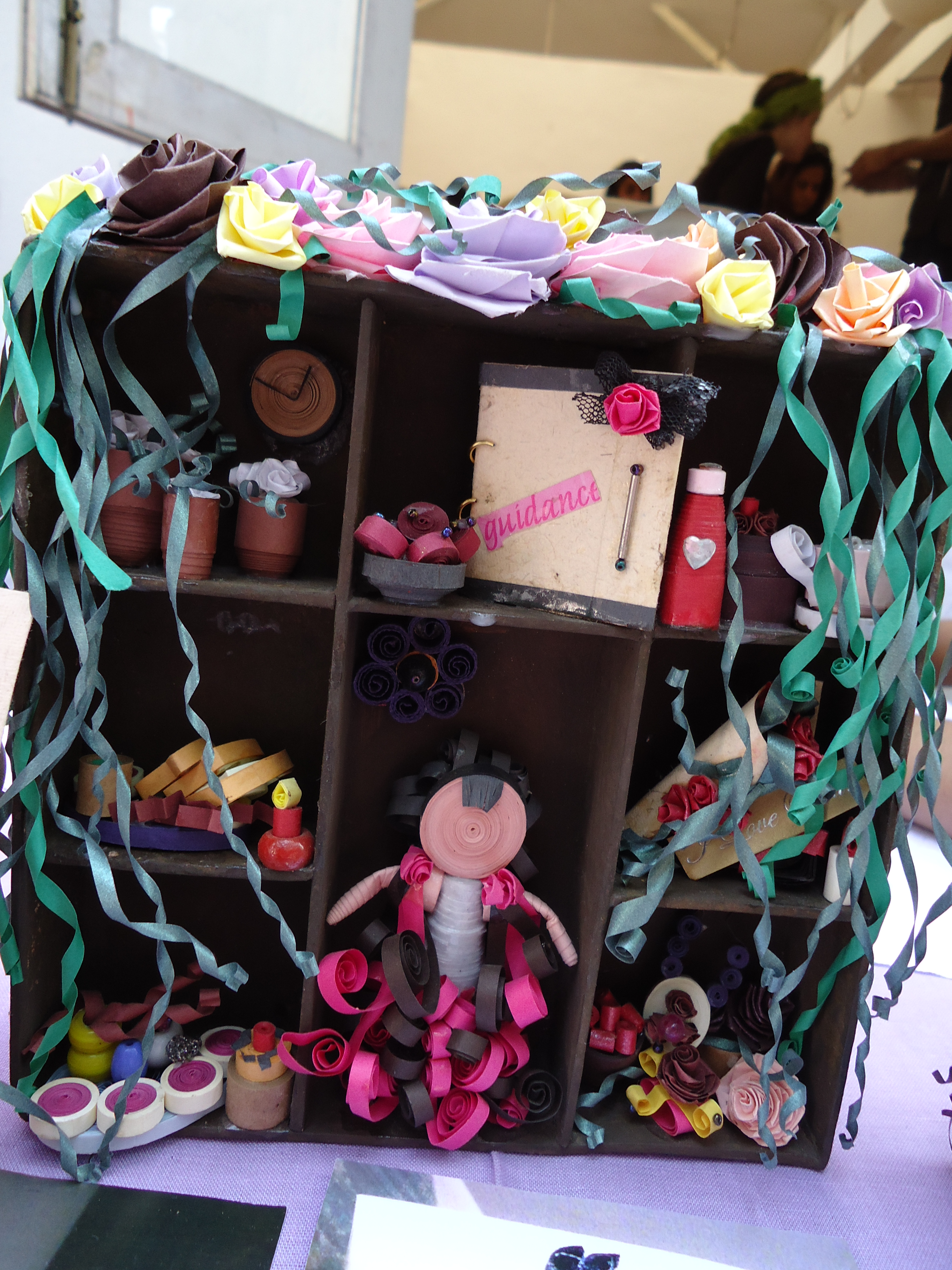
Una scatola

La filigrana di carta o quilling è una forma d'arte che consiste nell'uso di strisce di carta che vengono arrotolate, modellate ed incollate insieme per creare disegni decorativi.
La carta è avvolta intorno ad una penna per creare una forma base con la colla. La carta viene poi incollata sulla punta e queste forme sono disposte in modo da formare fiori, foglie, e vari motivi ornamentali simili agli ornamenti in ferro battuto. Molte opere d'arte eseguite con la filigrana di carta possono essere trovate su armadi e stand, pannelli delle culle, borse da donna, una vasta gamma di quadri e cornici, cesti di lavoro, servizi da te, stemmi e sottobicchieri per il vino.

## Storia
Durante il Rinascimento, suore e monaci francesi e italiani utilizzarono la filigrana di carta per decorare le copertine dei libri e gli articoli religiosi. La carta più comunemente usata era formata da strisce di carta tagliate dai bordi dorati del taglio oro libro o per labbratura. Queste strisce di carta dorate erano poi arrotolate per creare le forme del quilling. Il quilling spesso imitava l'ornamento intorno alle reliquie dei un santo, che in base alla luce riflettevano l'oro.
Nel XVIII secolo, la filigrana di carta divenne popolare in Europa dove le gentil donzelle (dame dell'ozio) praticavano questo tipo di arte. Era una delle poche cose che le signore potevano fare poiché era pensato per non gravare troppo sulle loro menti o sui loro caratteri. 
Il quilling si diffuse anche in America e ci sono alcuni esempi di epoca coloniale.